# 그라나다 CF
그라나다 클루브 데 푸트볼(스페인어: Granada Club de Fútbol)은 스페인 안달루시아 지방의 도시 그라나다를 연고로 하는 축구 클럽이다. 이 클럽은 1931년 4월 14일에 창단 되었으며 현재 세군다 디비시온에서 활동하고 있다.

## 현재 선수 명단
2025년 6월 24일 명단
참고: FIFA 자격 규정에 따라 소속된 국가대표팀 국기를 표시합니다. 선수는 복수의 FIFA 비회원국 국적을 가지고 있을 수 있습니다.
| 번호 | 포지션 | 국적 | 이름          |
| ---- | ------ | ---- | ------------- |
| 5    | DF     |      | 파블로 인수아 |
| 7    | FW     |      | 루카스 보예   |
| 10   | FW     |      | 스토이치코프  |

| 번호 | 포지션 | 국적 | 이름            |
| ---- | ------ | ---- | --------------- |
| 16   | DF     |      | 마누 라마       |
| 20   | MF     |      | 세르히오 루이스 |
| 23   | MF     |      | 마누 트리게로스 |
| 24   | MF     |      | 로익 윌리엄스   |

### 임대 선수 명단
참고: FIFA 자격 규정에 따라 소속된 국가대표팀 국기를 표시합니다. 선수는 복수의 FIFA 비회원국 국적을 가지고 있을 수 있습니다.
| 번호 | 포지션 | 국적   | 이름                              |
| ---- | ------ | ------ | --------------------------------- |
| —    | DF     | 세네갈 | 알파 디온쿠 (AEK 라르나카로 임대) |
| —    | MF     |        | 알베르토 소로 (비젤라로 임대)     |

| 번호 | 포지션 | 국적     | 이름                                |
| ---- | ------ | -------- | ----------------------------------- |
| —    | MF     |          | 빅토르 메세게르 (바야돌리드로 임대) |
| —    | FW     | 우루과이 | 마티아스 아레소 (페냐롤로 임대)     |

## 역대 감독
| 감독                         | 임기      |
| ---------------------------- | --------- |
| 프란시스코 브루              | 1941~1943 |
| 알레한드로 스코페지          | 1957~1959 |
| 에리베르토 에레라            | 1961~1962 |
| 이그나시오 에이사기레        | 1964      |
| 이그나시오 에이사기레        | 1966~1967 |
| 호세 이글레시아스 페르난데스 | 1970~1972 |
| 호세 이글레시아스 페르난데스 | 1973~1975 |
| 미겔 무뇨스                  | 1975~1976 |
| 루디 구텐도르프              | 1976      |
| 바바                         | 1977~1978 |
| 프란시스코 헨토              | 1980~1981 |
| 호아킨 카파로스              | 2014~2015 |
| 파코 헤메스                  | 2016      |
| 토니 아담스                  | 2017      |
| 디에고 마르티네스            | 2018~2021 |
| 로베르트 모레노              | 2021~2022 |
| 아이토르 카랑카              | 2022      |
| 파코 로메스                  | 2022~2023 |
| 알렉산데르 메디나            | 2023~2024 |
| 기예르모 아바스칼            | 2024      |
| 프란 에스크리바              | 2024~     |

## 성적
- 세군다 디비시온
  - 우승 3회 (1940–41, 1956–57, 1967–68)
  - 준우승 2회 (1939–40, 1965–66)
- 세군다 디비시온 B
  - 우승 3회 (1982–83, 1999–2000, 2009–10)
- 테르세라 디비시온
  - 우승 3회 (1933–34, 2003–04, 2005–06)
- 코파 델 레이
  - 준우승 1회 (1958–59)